# イマドキ!
『イマドキ!』は、渡瀬悠宇による少女漫画作品。『少女コミック』（小学館）掲載。
本作の内容は、主人公の大胆さと周囲との友情関係に焦点が当てられている。フラワーコミックス版全5巻と、小学館文庫版全3巻が発売されている。また、北米でもVIZ mediaが許諾を得て翻訳版を発売している。

## ストーリー
盟王学園に入学するため、北海道から東京に引っ越してきた山崎たんぽぽ。入学式前日、学園を見に来たたんぽぽは、タンポポの種を植えている男子生徒に会う。
翌日たんぽぽは、学園の近代的な設備のみならず、前の日に会った男子生徒、九卿公暉が同じクラスであり、また学園長の御曹司であることにも驚く。たんぽぽがあいさつしても、公暉はたんぽぽのことを知らない振りをし、前日とは全く違う素振りを見せる公暉にたんぽぽはショックを受ける。
一方、学園の生徒たちはたんぽぽが田舎から来た貧乏人であることに気付き、たんぽぽをいじめ始める。学園の階層を改革し友達を見つけようと、たんぽぽは元気を出して「緑化委員」を作る。ほどなく、たんぽぽはうわべだけは親切な西園寺月子や優しい面を見せ始めた九卿の注意を引き付ける。しかしたんぽぽと公暉が親しくなり、緑化委員も大きくなる一方で、公暉の家庭内の事情も明らかになっていく。たんぽぽが公暉のことを好きになり始め、公暉もそれに応えるが、公卿は同じ境遇の別の少女とも婚約していた。

## 登場キャラクター
山崎 たんぽぽ（やまざき たんぽぽ）
本作の主人公。北海道の小さな街からやってきた「田舎者」の少女で、盟王学園に入学するため東京に引っ越してきた。はじめのうちは財産や家柄がない「貧乏人」であることで同級生から拒絶され、いじめの対象にされるも、学園で有名になる決意をし（校庭で植物を育てることは実際には違法なのだが）、学校内に生命を取り戻すため仲間たちと「緑化委員」を立ち上げる。両親を失った自動車事故の際、車内に閉じ込められた過去を持ち、閉所恐怖症である。
九卿 公暉（くぎょう こうき）
たんぽぽが初めに好きになる相手。 真面目な男性で、それには家庭内の事情も関係している。 学園内でもっとも裕福なため、他の生徒にとって模範的存在であるべきと感じている。 柳原江里花と婚約している。江里花は以前は耀司と婚約していたため、耀司を極端に忌み嫌っている。 たんぽぽと同じく「緑化委員」メンバーで、他に味方となる者がいなくてもたんぽぽの味方となり、たんぽぽの思い通りのことができるよう校則を変えることすら行う。ガーデニングが趣味で、タンポポをはじめとする植物の近くでは普段の冷酷な堅物から幸せそうで陽気な別人格（関西弁が出ることもあるほど）に変わる。 また、彼は彼と共に園芸スクープをいつも運びます。園芸用スコップを常に持ち歩いている。
京極 葵（きょうごく あおい）
コンピュータに詳しいと同時に、かなりのいたずら好きである。ユーモアのセンスを持ち合わせており、登場するとコミカルな空気になる。たんぽぽと九卿をエレベーターに閉じ込めてみたこともあるが、根は優しい心の持ち主であるため、二人とは親友になる。たんぽぽと九卿には「キレ太」というあだ名を付けられている。母親は盟王学園の設計をした建築家。
西園寺 月子（さいおんじ つきこ）
たんぽぽの盟王学園での最初の友達。かなりのお人よしに見えるが、実は親切を装っているだけだった。しかし物語の進行に従いそれも変わっていく。九卿家の人間と結婚することを心に決めており、公暉に狙いを定める。結局は公暉への想いを振り捨て、たんぽぽに譲ることになる。本編では描かれていないが、その後は葵へ想いを寄せている模様。
内村 有佐（うちむら ありさ）
いわゆるガングロで、真っ黒に日焼けした肌の上に真っ白にべったりと化粧をして「アライグマ」とも呼ばれている。成績的には特に優秀というわけではなく、授業中でも隙あらば居眠りをしている。尾形と関係を持ち妊娠するが、その経験が彼女自身を変えていく。
柳原 江里花（やなはら えりか）
元は耀司の婚約者だったが、耀司失踪後は公暉の婚約者となった。耀司の代わりに公暉を愛するが、愛のためというよりも、九卿家の財産と権力のために結婚に執着しているように見える。たんぽぽと作中で何度も熱い火花を散らす。
九卿 耀司（くぎょう ようじ）
公暉の兄で、自由人のため、高貴な家柄へのプレッシャーから一時失踪、写真家になる。信頼できる純粋な魂の持ち主で、たんぽぽと耀司はすぐに親友になる。気が付くとたんぽぽに惚れており、短い間だが実際に付き合うことにもなる。
尾形（おがた）
盟王学園の生徒会長。学校では人気があり、権力もある学生の中の一人。九卿家の財産と地位に非常に嫉妬心を抱いている。女癖が悪く、有佐を含め何人もの女子生徒を妊娠させたとの噂がある。たんぽぽに言い寄るも、結局たんぽぽの心をつかむことはできず、学園内のより劣った少女である有佐と共に残された存在となる。物語終盤では有佐と子供の世話をすることに決める。
ポプラ
たんぽぽのペットのキツネ。名前の由来は木のポプラ。

## 書誌情報

### 単行本
渡瀬悠宇 『イマドキ！』 小学館〈フラワーコミックス〉、全5巻
1. ISBN 4-09-137473-5（2000年9月20日発売）
2. ISBN 4-09-137474-3（2000年12月20日発売）
3. ISBN 4-09-137475-1（2001年3月20日発売）
4. ISBN 4-09-137476-X（2001年6月20日発売）
5. ISBN 4-09-137477-8（2001年8月20日発売）

### 文庫版
- 渡瀬悠宇 『イマドキ！』 小学館〈小学館文庫〉、全3巻
  1. ISBN 978-4-09-191741-6（2006年9月15日発売）
  2. ISBN 978-4-09-191742-3（2006年9月15日発売）
  3. ISBN 978-4-09-191743-0（2006年10月14日発売）

### 翻訳
- Yuu Watase『Imadoki!』VIZ media〈Shojo Beat Manga〉、全5巻
  1. ISBN 978-1-59116-330-5（2004年6月2日発売）
  2. ISBN 978-1-59116-469-2（2004年9月14日発売）
  3. ISBN 978-1-59116-504-0（2004年11月10日発売）
  4. ISBN 978-1-59116-618-4（2005年1月11日発売）
  5. ISBN 978-1-59116-619-1（2005年3月8日発売）